# Haszmann Pál (helytörténész, 1902–1977)
Haszmann Pál (Komandó, 1902. május 20. – Csernáton, 1977. szeptember 13.) erdélyi helytörténész. Ifj. Haszmann Pál, József és Lajos apja.

## Életpályája
Négy gimnáziumi osztályt Kézdivásárhelyen, tanítóképzőt Sepsiszentgyörgyön, Székelykeresztúron és Csíksomlyón végzett (1921). Kézdikőváron és Zabolán, majd 1934-től Csernátonban tanító, iskolaigazgató, később körzeti tanfelügyelő nyugdíjazásáig (1966). Összegyűjtötte a faluja múltjára vonatkozó adatokat, régészeti ásatásokon vett részt; gazdag történeti és néprajzi gyűjteményéből megalapította a Csernátoni Tájmúzeumot 1973-ban, melynek a felsőcsernátoni Bod Péter emlékszobája, valamint Cseh Gusztávnak Erdély hatvan jeleséről készített rézkarca irodalmi múzeum jelleget ad. A múzeum részlegeként irányítása alatt működő fafaragó iskola tanítványai készítették el Bod Péter magyarigeni, Pápai Páriz Ferenc nagyenyedi és Jakabos Ödön kézdivásárhelyi kopjafáját.
Néprajzi és falutörténeti írásait a Megyei Tükör, Aluta, Ifjúmunkás, Falvak Dolgozó Népe, Művelődés, A Hét, Tanügyi Újság és Előre közölte. Csernáton község helyneveiről és neves családjairól készült munkái, a községről írt monográfiája kéziratban. Szénrajzportréját Cseh Gusztáv készítette el (1977); emlékére írta Magyari Lajos Csernátoni merengés című költeményét (1980).